# Mihail Genoiu
Mihail Genoiu (n. 24 octombrie 1956, Craiova, România) este un om politic român, membru al Partidului Social Democrat, fost primar al municipiului Craiova în perioada 2017–2020.